# Kasyno Oficerskie w Krakowie
Kasyno Oficerskie – zabytkowa kamienica znajdująca się w Krakowie w dzielnicy I na rogu ulic Westerplatte 17 oraz Mikołaja Zyblikiewicza 1, na Wesołej.

## Historia

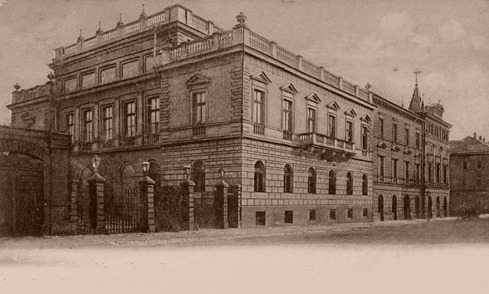
Zdjęcie z końca XIX wieku. widok z ul. Westerplatte, w miejscu widocznego przed kasynem ogrodu obecnie jest wylot ul. Zyblikiewicza

Budynek przypominający pałacyk zbudowany w stylu neorenesansowym był siedzibą kasyna oficerskiego, pierwszego środowiskowego klubu w Krakowie. 
Kasyno zbudowano w latach 1889-1890 według projektu Tomasza Prylińskiego, zaś nadzór nad budową sprawował Karol Knaus. Uroczyste oddanie budynku do użytku odbyło się 19 listopada 1890 roku. Pryliński w swym projekcie oparł się na sformułowanym przez angielskiego architekta Charlesa Barry’ego (autora m.in. londyńskich The Traveler's Club i The Reform Club uchodzących za wzorce architektury klubowej). Pierwotnie kasyno składało się z reprezentacyjnej klatki schodowej z garderobą. Na parterze i pierwszym piętrze znajdowało się foyer, duża sala reprezentacyjna na piętrze oraz przyległa do niej mniejsza, biblioteka, pokoje dla żon oficerów, czytelnia i sala bilardowa.
Na parterze mieściła się sala jadalna oraz bufet. Obok przylegały pokoje dla ordynansów i pokój oficera zarządzającego budynkiem. 
W 1910 zlikwidowany został ogród poprzedzający wejście, gdyż w miejscu tym wytyczono ulicę Zyblikiewicza. W tymże samym roku obiekt przebudowano według projektu Maksymiliana Hoffmana. Przebudowa poza kilkoma detalami zewnętrznymi dotyczyła głównie wnętrza budynku. Neorenesansowe dekoracje zastąpiono secesyjnymi. Powstała wielka sala balowo-teatralna udekorowana sztukaterią, dekoracjami stropu i wnęką ponad sceną. We wnęce tej umieszczono popiersie cesarza Franciszka Józefa, a obecnie znajduje się w nim herb Krakowa.
Budynek zarządzany jest przez Wojskowy Ośrodek Kultury i pełni rolę klubu garnizonowego. Co jakiś czas odbywają się w nim imprezy o charakterze otwartym kiedy można podziwiać bogaty wystrój wnętrza.